# 文广
文广（1973年9月—），辽宁凌源人，蒙古族，无党派人士。中华人民共和国政治人物、第十三届全国人民代表大会辽宁地区代表。

## 生平
2018年2月24日，当选为第十三届全国人大代表。